# Quemadmodum Deus

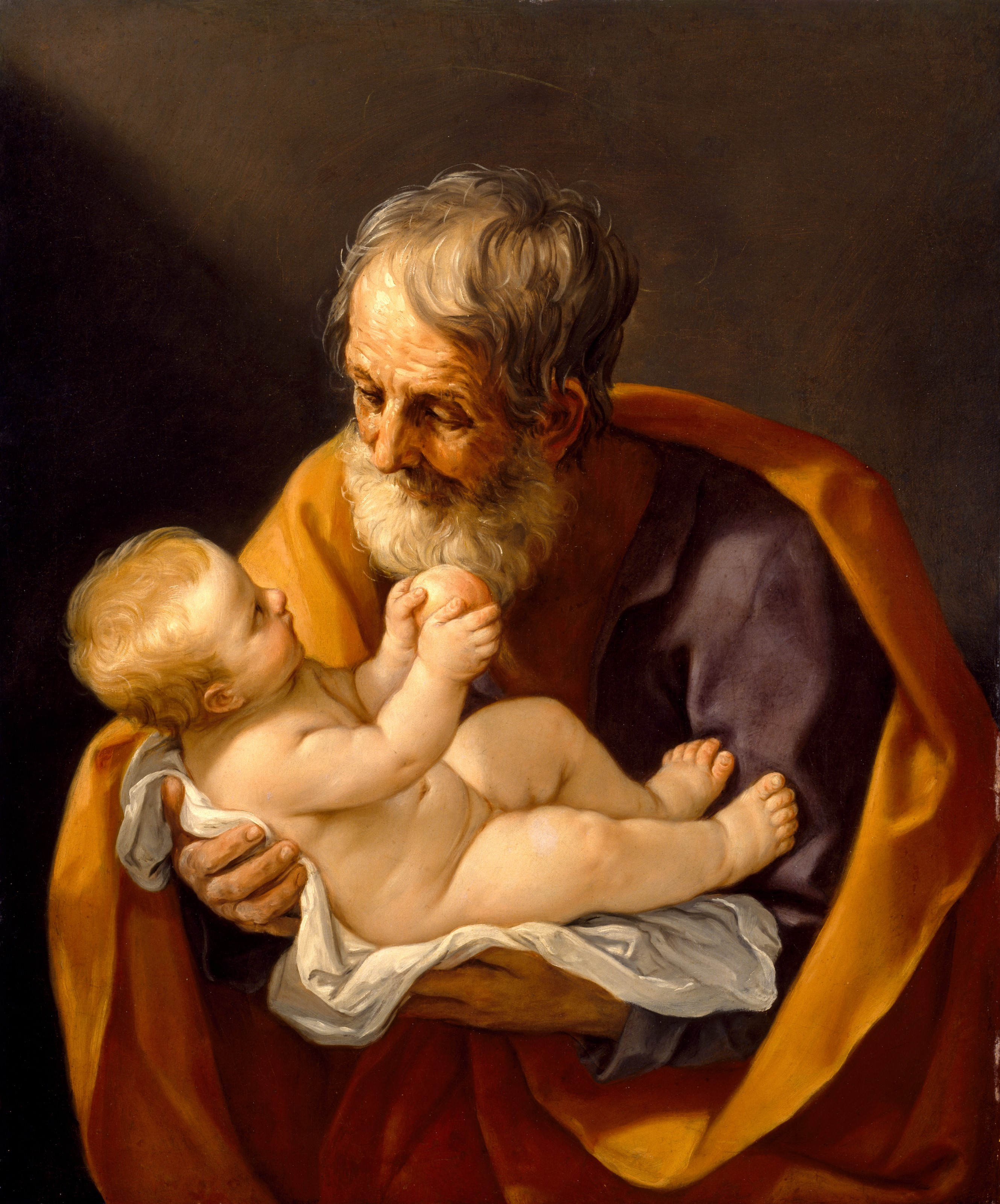
San José con el Niño Jesús. Óleo de Guido Reni de 1640.

Quemadmodum Deus (en español, Del modo en que Dios) es un Decreto de la Sagrada Congregación de Ritos, del 8 de diciembre de 1870, mediante el que, por orden del papa Pío IX, se declara a San José patrono de la Iglesia universal.

## Publicación del decreto
La solemne publicación del Decreto se realizó el día 8 de diciembre de 1870, dentro de las misas celebradas en las basílicas patriarcales de Roma, es decir, Santa María la Mayor, San Juan de Letrán, San Pedro, San Pablo extramuros y San Lorenzo extramuros. Posteriormente el decreto quedó recogido en el Acta Sanctae Sedis (vol. 6, págs, 193-194).

## Contenido del decreto
El decreto comienza comparando el papel encomendado a San José, con el que desempeñó José, hijo de Jacob, en Egipto.

Quemadmodum Deus Iosephum illum, a Iacob Patriarcha progeni tum, praepositum constituerat universae terrae Aegypti ut populo frumenta servaret, ita, temporum plenitudine adventante, cum Filium suum Unigenitum mundi Salvatorem in terram missurus esset, alium selegit Iosephum, cuius ille primus typum gesserat, quemque fecit Dominum et Principem domus ac possessionis
suae, principaliumque thesaurorum suorum custodem elegit.
Del mismo modo que Dios constituyó al otro José, hijo del patriarca Jacob, gobernador de toda la tierra de Egipto para que asegurase al pueblo su sustento, así al llegar la plenitud de los tiempos, cuando iba a enviar a la tierra a su Hijo Unigénito para la salvación del mundo, designó a este otro José, del cual el primero era un símbolo, y le constituyó Señor y Príncipe de su casa y de su posesión y lo eligió por custodio de sus tesoros más preciosos.
Decreto Quadmodum Deus

A continuación se recuerda cómo desempeñó para Jesús el papel de padre y cómo esto le permitió tratar a Jesús, abrazarlo, besarlo con afecto y alimentar a quien como pan bajado del cielo es alimento de los fieles. En definitiva la dignidad de San José solo es superada por la de su esposa la Virgen María, lo que explica la veneración con que se acude a su intercesión, especialmente en los momentos difíciles.
Este último recuerdo da paso en el decreto a exponer las numerosas peticiones que, en estos tiempos de angustia para la Iglesia, ha recibido el papa pare elevar y constituir a San José como patrono de la Iglesia Universal. Renovadas estas peticiones por parte de obispos de todo el mundo, que en su nombre y en el de sus files, y en esta

Papa Pío IX, conmovido por la luctuosa situación de estos tiempos, para ponerse a sí mismo y a todos los fieles bajo el poderosísimo patrocinio del santo patriarca José, quiso satisfacer los votos de los obispos y solemnemente lo declaró PATRONO DE LA IGLESIA UNIVERSAL
Decreto Quamadmodum Deus

Concluye el Decreto fijando la celebración de la fiesta el 19 de marzo con rito doble de primera clase, aunque sin octava, por caer en Cuaresma.

## Oraciones a San José
La declaración del patronazgo de San José supuso un impulso de su devoción, y el propio texto del Decreto dio lugar a dos invocaciones a San José especialmente difundidas. 
- Ite ad Ioseph!, ¡id a José!, a la que se refiere expresamente el papa Francisco en su carta apostólica Patris corde.
- Oh feliz varón, bienaventurado José, a quien le fue concedido no sólo ver y oír al Dios a quien muchos reyes quisieron ver y no vieron, oír y no oyeron; sino también abrazarlo, besarlo, vestirlo y custodiarlo!, como inicio de una oración de San José, habitual en muchos devocionarios católicos.[4]